# Czajków (gemeente)
De gemeente Czajków is een landgemeente in het Poolse woiwodschap Groot-Polen, in powiat Ostrzeszowski.
De zetel van de gemeente is in Czajków.
Op 30 juni 2004 telde de gemeente 2614 inwoners.

## Oppervlakte gegevens
In 2002 bedroeg de totale oppervlakte van gemeente Czajków 70,77 km², waarvan:
- agrarisch gebied: 51%
- bossen: 42%

De gemeente beslaat 9,16% van de totale oppervlakte van de powiat.

## Demografie
Stand op 30 juni 2004:
| Omschrijving                   | Totaal | Totaal | Vrouwen | Vrouwen | Mannen | Mannen |
| ------------------------------ | ------ | ------ | ------- | ------- | ------ | ------ |
| eenheid                        | aantal | %      | aantal  | %       | aantal | %      |
| inwoners                       | 2614   | 100    | 1292    | 49,4    | 1322   | 50,6   |
| bevolkingsdichtheid (inw./km²) | 36,9   | 36,9   | 18,3    | 18,3    | 18,7   | 18,7   |

In 2002 bedroeg het gemiddelde inkomen per inwoner 1277,87 zł.

## Administratieve plaatsen (sołectwo)
Czajków, Klon, Michałów, Mielcuchy (sołectwa: Mielcuchy en Mielcuchy I), Muchy, Salamony (sołectwa: Salamony I en Salamony II)
Zonder de status sołectwo : Zadki

## Aangrenzende gemeenten
Brąszewice, Brzeziny, Galewice, Grabów nad Prosną, Klonowa, Kraszewice